# Deák család (kehidai)

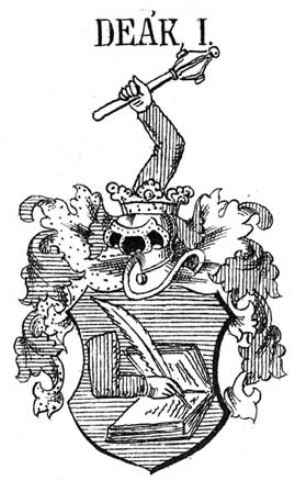
A kehidai Deák család címere (rajz)

A kehidai Deák család egy Zala vármegyei nemesi származású család. Kehidai Deák Ferenc (1803–1876) igazságügy-miniszter, a "Haza Bölcse", a legjelentősebb tagja.

## A család története

### A Deák család eredete
A kehidai Deák család ősei, akik nemességet szereztek a 17. század első felében, Zsitkócon, az alsólendvai Bánffy család uradalmának a jobbágyai voltak. Az első ismert tagja, Deák János, aki jobbágyként Dobronak határában élt, saját szőlővel és szántófölddel rendelkezett. 1644 előtt gróf alsólendvai Bánffy Kristóftól szerzett szabadságot, és onnantól nem fizetett se hegyvámot, se dézsmát a szőlője és szántóföldje után. A kiváltságlevél később a török támadások során elveszett, azonban 1675-ben, szabadságát elismerték. Deák Jánosnak két fia volt, Deák Mihály és öccse Deák Péter. Bánffy Kristóf halála után, az alsólendvai uradalmat a gróf Nádasdy család örökölte meg, és 1648-ban új adományként megerősítést nyertek gróf Nádasdy Ferenc országbírótól. Deák Mihály és Péter, a Zsitkócon lakó "szolgái" 1665-ben háromszáz ezüsttallért kölcsönöztek földesuruknak, aki zálogjogon nekik adományozta ahhoz a településhez tartozó Cseterten épített házat, amelyben laktak, valamint a hozzátartozó 17 hold földet. A birtokadományozást követően, 1665. december 22-én, gróf Nádasdy Ferenc közbenjárásával, állították ki Bécsben Deák Mihály és öccse, Péter armálisát, azaz nemesség- és címeradományozó oklevelét, amelyet I. Lipót magyar királytól szereztek.
Deák Mihály és felesége, nemes Babos Anna 1697-ben már néhaikként szerepeltek. Fiuk, Deák Ferenc 1697. december 10-én jelent meg a vasvári káptalan előtt, hogy a Deák család címeres levelét bejegyeztesse a hiteleshelyen, és arról magának közhitelű másolatot kérjen. Mivel Deák Ferencnek nem született gyermeke, minden vagyonát, öccsére, Deák Péterre, hagyta. Deák Péter és neje, Szakály Katalin, vásárolták egy birtokrészt Cseteren. A Zsitkócon született Deák Péter gyermekei, Deák Péter, Deák Ferenc és Deák János, Dobronak mezővárosban jártak iskolába. Ifjabb Deák Péter lett a család vagyona alapozója.

### Nemes Deák Péter és leszármazottjai

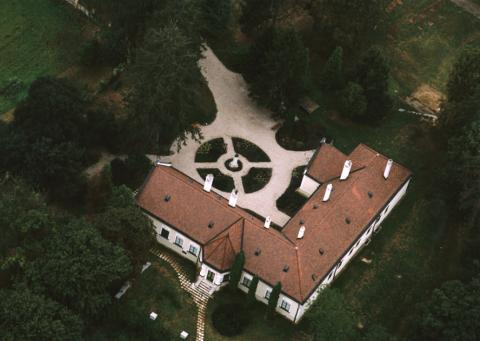
A kehidai Deák család kúriája Kehidakustányon.

Közülük ifjabb Deák Péter (†1752), családját vitte a legtöbbre: valójában ő lett a família vagyonának és tekintélyének megalapozója. 1719. december 5-én Zala megye egerszegi járásának az alszolgabírójává választották. Később, 1735. április 19-től 1747. augusztus 21-ig főszolgabíró az egerszegi járásban, közben 1720-ban és 1725-ben kerületi hadbiztosként a megyébe beszállásolt vagy átvonuló katonaságot is felügyelte. Végül pedig 1748-tól 1753-ig a vármegye táblabírájaként vett részt a törvényszék munkájában. 1732. május 10-e előtt első feleségével, Zajgár Annával, együtt megvették a Tárnok nevű falut, valamint a szentgyörgyi, vörösfalui, alsó- és felsőoroszlányi pusztákon fekvő majorsági birtokokat. Ezzel, egy ismeretlen kisnemesi sorból, a vármegye középbirtokosok közé került. Első feleségétől, Zajgár Annától született egy fiúgyermeke, Deák Gábor (1728–1788), zalai táblabíró. Második felesége, Gaiger Zsuzsanna lett, aki két fiúgyermekkel, valamint két leánnyal áldotta meg Deák Pétert. A második házasságból született gyermekei voltak: Deák László (1744-1783), Zala vármegye számvevője, gébárti birtokos, aki Zalaegerszegen 1772. július 4-én vette feleségül egervári Egerváry Rozália (1742-1776) kisasszonyt; Deák Ferenc; Deák Franciska és Deák Anna. Egyik frigyükből se születtek gyermeke. Az egyetlen aki tovább vitte a családját, az első feleségétől született fia, Deák Gábor (1728-1788) táblabíró volt.
Deák Gábor 1757. augusztus 28-án előkelő házasságot kötött: Hertelendi és vindornyalaki Hertelendy Anna (1743-1803) kisasszonyt, Mária Terézia kora híres szépségét, hertelendi és vindornyalaki Hertelendy Gábor (1713–1757), Zala vármegye alispánja, és petőfalvi Uzovics Judit lányát vette el. Az ősrégi dunántúli Hertelendy család több előkelő felmenővel rendelkezett: Hertelendy Gábor szülei, Hertelendy Gáspát birtokos és sági Sághy Krisztina (†1744) voltak; nagyszülei pedig hertelendi és vindornyalaki Hertelendy Ambrus és az ősrégi zalai nemesi szenterzsébeti Terjék család sarja, Terjék Ferenc lánya, szenterzsébeti Terjék Mária voltak.
Hertelendy Gábor hivatali jövedelmeinek köszönhetően építtette újjá Kehidát, amely a birtokai központja lett. Lánya, Hertelendy Anna lett valamennyi birtokának az egyetlen örököse, és ezután, Deák Gábor és gyermekei is. A vagyonos kehidai Deák Gábor, Mária Terézia úrbérrendezés korában, a köznemességen belül az egyik legtehetősebb földesúr volt Zalában: 8 úrbéri birtokkal rendelkezett, amely összesen 772 úrbéri holdat alkotott. Ezeken 78 jobbágya és 57 zsellére lakott. A legnagyobb úrbéri birtoka, Tárnok volt, amelynek 275 úrbéri holdja volt, és a második legnagyobb, Kehida volt, amely 260 úrbéri holdból állt.
Deák Gábor és Hertelendy Anna házassága nem volt sikeres, az asszony magatartása elítélt volt megyeszerte. A házasságukból két fiúgyermek született a kehidai kúriájában: kehidai Deák József (1764-1831), testőr, főhadnagy, és idősebb kehidai Deák Ferenc (1761-1808). Hertelendy Anna otthonát, férjét és kiskorú gyermekeit hagyta el, és Felvidékre szökött meg Uzovics Ferenc rokonával, akivel viszonyt tartott. Ezek után, Deák Gábor gyermekeivel együtt Zalatárnokra költözött, ahol a fiai nevelkedtek.

#### Idősebb Deák Ferenc ága

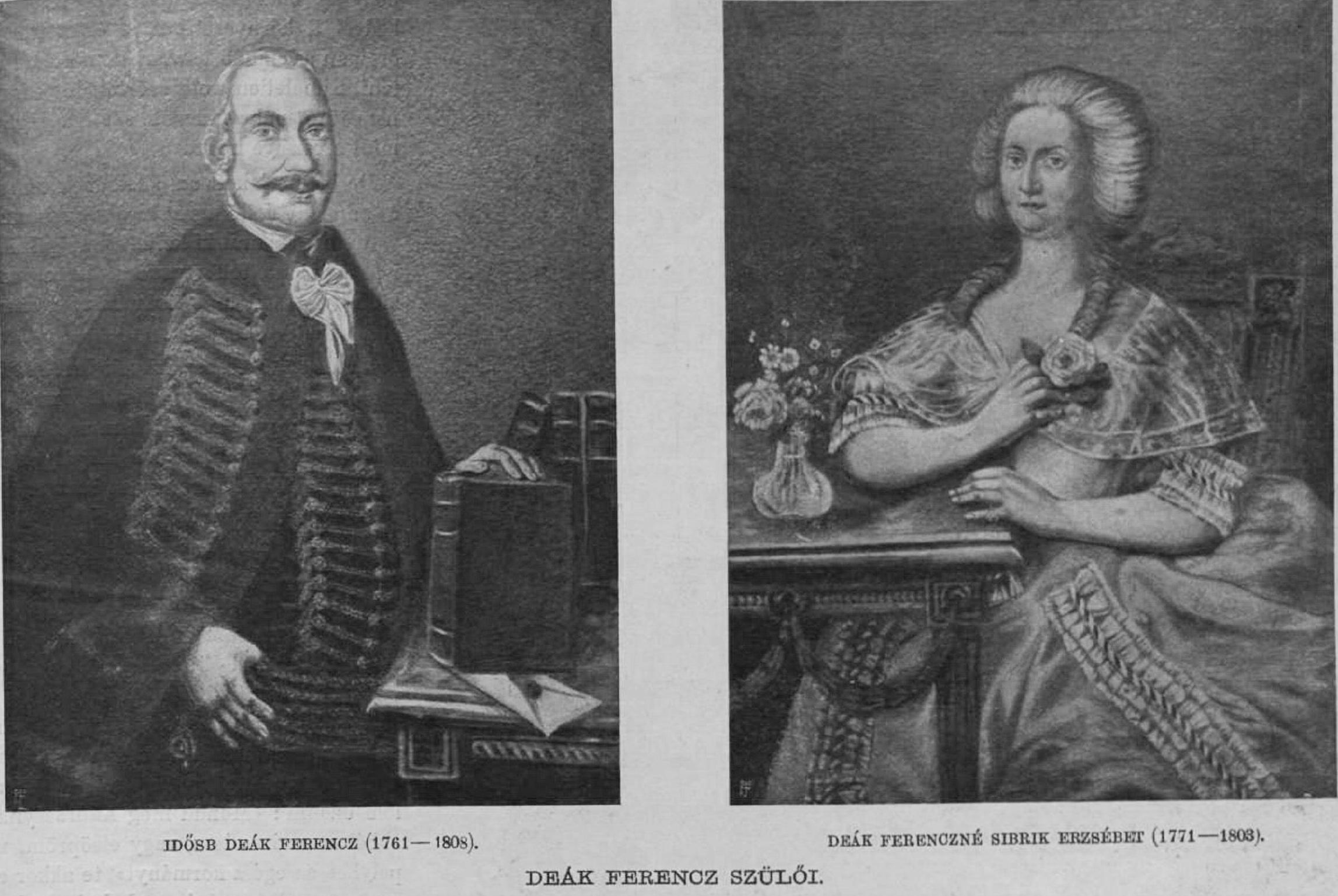
Idősebb Deák Ferenc (1761-1808) táblabíró, és felesége Sibrik Erzsébet (1768–1803).

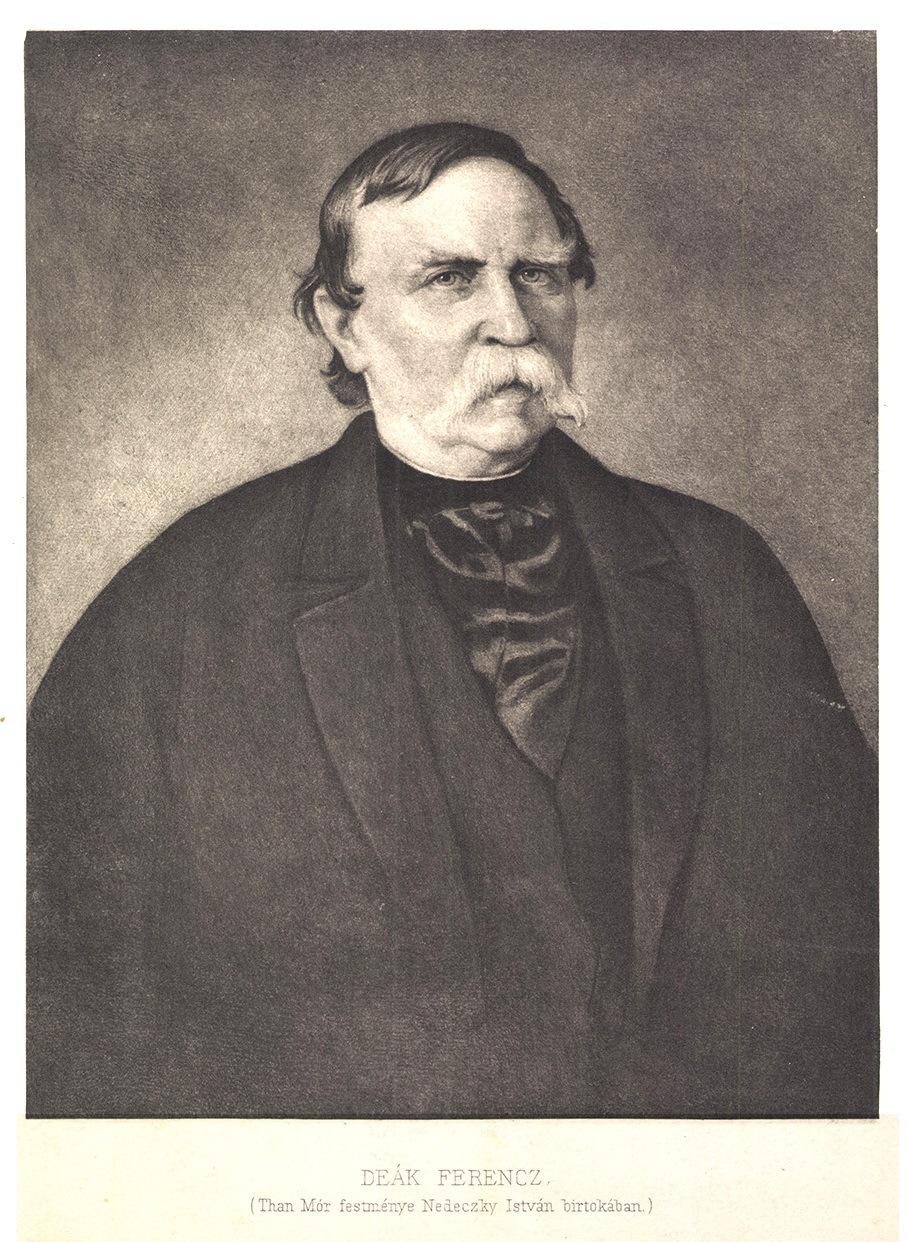
Kehidai Deák Ferenc (1803-1876), miniszter, országgyűlési követ

Deák Gábor és Hertelendy Anna gyermeke, idősebb kehidai Deák Ferenc (1761-1808), megyei hivatalt vállalt: először 1784 októberétől 1786 márciusáig az egerszegi járás alszolgabírájává választották meg, majd 1790. április 7-étől 1791. április 5-éig a kapornaki járás főszolgabírója lett. 1791. május 30-án Zala megye táblabírájává nevezte ki az örökös főispán. Idősebb Deák Ferenc az 1780-as évek első felében költözött át Tárnokról az anyai, Hertelendy Anna-féle javak részét képező Söjtörre, ahol majd gyermekei születtek. Édesapjához hasonlóan rangos házasságot kötött: 1788. június 19-én, a Győr megyei Csécsényben, a szarvaskendi és óvári Sibrik családból származó Sibrik Erzsébet (1768–1803) kisasszonyt vette el. Sibrik Erzsébet édesapja, szarvaskendi és óvári Sibrik Antal (1737–1797), Győr vármegye alispánja, édesanyja felsőeőri Bertha Klára (1748–1772) volt.
Kehidai Deák Ferenc és Sibrik Erzsébet idősebb fia, a söjtöri születétű kehidai Deák Antal (1789–1842) Zala vármegye táblabírája volt. Pályafutása során három ízben volt a vármegye országgyűlési követe, és az alispánja 1828. június 8. és 1831. június 20. között. Deák Antal nőtlen és gyermektelenül hunyt el. Az egyik húga, kehidai Deák Jozefa (1791-1853), az előkelő nemeskéri Kiss családból való nemeskéri Kiss Józsefnek (1786–1829), Tolna vármegye táblabírájának a felesége volt. A másik leánytestvére, kehidai Deák Klára (1793-1859), nyírlaki Tarányi József (1792-1869), Zala vármegye alispánjának a neje volt.
Az utolsó gyermeke Deák Ferencnek és Sibrik Erzsébetnek a szintén söjtöri születésű kehidai Deák Ferenc (1803-1876) lett, akinek születését követően édesanyja életét vesztette. Deák Ferenc, kétségek nélkül lett a családnak, és Zala vármegye nemességének az egyik legkiemelkedőbb tagja. Az 1848–49-es forradalom és szabadságharc idején a Batthyány-kormány igazságügy-minisztere, majd a szabadságharc bukása után ő volt a passzív ellenállás vezéralakja. A kiegyezés létrejöttében elévülhetetlen érdemeket szerzett. Deák Ferenc, a "Haza bölcse", ahogy bátyja is, nőtlen és gyermekek nélkül hunyt el.
Deák Antal és ifjabb Deák Ferenc halálával kihalt a kehidai Deák családnak ez az ága.

#### Deák József ága

A Gigler Jenőné Deák Mária (1858–1917) magyar tárcaírónő, a Deák család krónikása, képviselőházi felügyelőnő

Deák Gábor és Hertelendy Anna másik fiúgyermeke, kehidai Deák József (1764-1831), táblabíró, földbirtokos, testőr, főhadnagy volt. Idősebb korában feleségül vette a rangon aluli nemtelen származású István Katalint (1780-1850), akitől 9 gyermeke született. Köztük: kehidai Deák Gábor (1812-1848), királyi testőr, százados; kehidai Deák Lajos (1817-1879), zalai esküdt, a zalaegerszegi járás nemzetőr zászlóalja századosa; kehidai Deák Szidónia (1818-1888), Kozáry László (1804-1878) neje; kehidai Deák József (1803-1871), m. kir. táblai tanácselnök; kehidai Deák Katalin (1807-1862), egyházasrádóczi Dese Károly földbirtokosnak a neje; kehidai Deák Teréz (1809-1855), Gáspár József (1807-1859) cs. kir. számtiszt felesége; és kehidai Deák Károly (1815-1859). A zalatárnoki otthonbán nevelte fel gyermekeit, valamint fivérének, idősebb Deák Ferencnek és Sibrik Erzsébetnek a legkisebb gyermekét, kehidai Deák Ferencet (1803-1876) is, mint a sajátját.
Kehidai Deák Károly (1815–1859) 1847. március 15-én Gutorföldén vette feleségül a zalai nemesi egyházasbüki Dervarics családnak a sarját egyházasbüki Dervarics Zsuzsanna (1820-?) kisasszonyt, egyházasbüki Dervarics János (1792-1869) és Molnár Zsófia (1796-1831) lányát. Deák Károly és Dervarics Zsuzsanna házasságából két leány született: kehidai Deák Erzsébet (1847–1886), Kozáry Izidor (1842-1896) államvasúti hivatalnoknak a felesége, valamint kehidai Deák Irén (1856–1897), akinek a férje Perényi Károly (1852–1918) adótárnok.
Kehidai Deák Lajos (1817-1879) zalatárnoki földbirtokos, táblabíró, százados volt a 47. honvédzászlóaljban 1848. november 10-étől. Később, a Zala vármegyei honvédegylet tagja is lett. Deák Lajos 1835. december 2-án Kálócfapusztán feleségül vette farkaspatyi Farkas Judit (1822-1894) úrleányt, farkaspatyi Farkas Gábor, földbirtokos, hadnagy, és marosi Nagy Anna (1785–1840) lányát; farkaspatyi Farkas Gáborné marosi Nagy Anna szülei marosi Nagy András 1742–1798), táblabíró, földbirtokos és a zalai tekintélyes nemes Sümeghy családból való Sümeghy Judit 1746–1801) asszony voltak. Deák Lajosnak farkaspatyi Farkas Judittól született két leány gyermeke: Nagy Józsefné kehidai Deák Borbála, és Gigler Jenőné kehidai Deák Mária (1858-1917), tárcaírónő, valamint 3 fiúgyermeke is: kehidai Deák József, kehidai Deák Ferenc, és kehidai Deák Péter (1864-1921), nagykanizsai rendőrfőkapitány. Deák Péter (1864-1921) nagykanizsai rendőrfőkapitány első feleségétől, Asztalos Máriától született négy fiúgyermeke: kehidai Deák Zoltán (1897-?) Deák Lajos, Deák Endre (1899-?), és vitéz kehidai Deák Gedeon alezredes. A második neje Knortzer Paula (†1911), aki egy nagykanizsai jómódú polgári családból származott. 1904 és 1911 között, Deák Péter és neje működtették az asszony édesapjától örökölt nagykanizsai luxusszálló „az Arany Szarvas"-t. Deák Péter rendőr-főkapitány harmadik felesége, Kalivoda Magdolna lett.
Kehidai Deák József (1803-1871), m. kir. táblai tanácselnök, feleségül vette galánthai Fekete Saroltát (1818-1883), aki egy leány- és két fiúgyermekkel áldotta meg: kehidai Deák Ilona (1845-1869), egyházasbüki Dervarics János (1845-1905) házastársa; kehidai Deák József (1849-1871), pesti joghallgató, és kehidai Deák Mihály (1838-1908), földbirtokos, minisztériumi főmérnök, aki Kunszentmiklóson jött a világra. Férje és legkisebb gyermeke halála után, galánthai Fekete Sarolta elhagyta Pestet és Zala megyébe költözött a Deák család zalatárnoki földbirtokára.
Deák József és Fekete Sarolta idősebb gyermeke, Deák Mihály vitte tovább a családot. Deák Mihály neje Königmájer Vilma (1858-1904), Königmájer János (1826-1911), neszelei földbirtokos, 1848-as honvéd főhadnagy, és Bozsvai Antónia lánya lett. A házasságukból négy gyerek született: kehidai Deák Emma (1886-1953), bárczai Bárczay Béla (1869-1935), cs. és kir. kamarásnak, m. kir. honvéd huszáralezredesnek a neje; Deák Antal; Deák Iván; és Deák Károly. Deák Mihály és Königmájer Vilma, Zalaegerszegen, bárczai Bárczay Béláné és férje, Zalatárnokon hunytak el.
Deák Mihály és Königmájer Vilma fiát, Deák Károlyt (*1896–†?), neszelei birtokost, a kommün alatt a kommunisták jószágállományát és gabonáját alaposan megdézsmálták, több ezerpengő értékű kárt okoztak neki, azonban személyének nem történt bántódása. Tagja volt a vármegye törvényhatósági bizottságának, a vármegyei nemesi pénztárnak, ahol nemesi alapítványokat kezelt, az OMGE-nak, a Természettudományi Társulatnak és a község képviselőtestületének. Deák Károly 1922. december 2.-án Esztergomban feleségül vette Oravecz Theodorát, Oravecz Viktor műszaki tanácsos leányát.

## A család címere leírása
A kehidai Deák család címere leírása: kerek-talpú pajzson, kék mezőben bal felé fordult, levágott, vörös ruhás kar, kezében írótollat tartva, nyitott könyvbe ír. A pajzs bal felső sarkából arany napsugarak lövellnek a könyv felé. A sisakdíszen — rostélyos katonai sisakon — gyöngyökkel kirakott koronából cölöpszerűen kiemelkedő vörös ruhás kar, amely kezében aranyozott vasbuzogányt tart felfelé. A sisakot és pajzsot jobb oldalon kék-arany, bal oldalt pedig vörös-ezüst takaró, illetve foszlány szegélyezi.

## A család kiemelkedőbb tagjai
- nemes Deák Gábor (1730-1788), zalai táblabíró, földbirtokos.
- idősebb kehidai Deák Ferenc (1761-1808), táblabíró, főszolgabíró, földbirtokos.
- kehidai Deák Antal (1789–1842), Zala vármegye alispánja, országgyűlési követ, Zala vármegye táblabírája.
- kehidai Deák Ferenc (1803-1876), földbirtokos, politikus, az első felelős magyar kormány igazságügy-minisztere, országgyűlési követ, a "Haza Bölcse"
- kehidai Deák József (1764-1831), táblabíró, földbirtokos, testőr, főhadnagy.
- kehidai Deák Gábor (1812-1848), királyi testőr, százados.
- kehidai Deák Lajos (1817-1879), táblabíró, zalai esküdt, a zalaegerszegi járás nemzetőr zászlóalja századosa.
- kehidai Deák Mária (1858-1917), magyar tárcaírónő.
- kehidai Deák Péter (1864-1921), Nagykanizsa város rendőrfőkapitánya.